# مرثية مارينباد

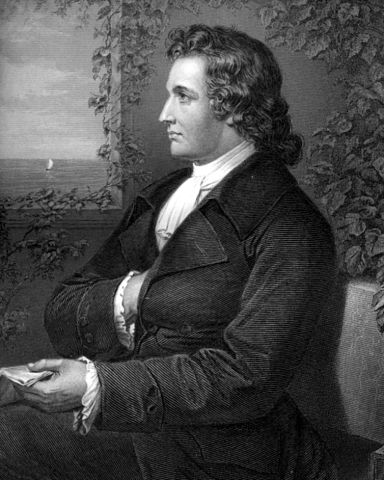
يوهان فولفغانغ فون غوته

مرثية مارينباد (بالألمانية: Marienbad Elegy) قصيدة من تأليف الأديب الألماني يوهان فولفغانغ فون غوته. وتعتبر من أرقى قصائده. وهي تعكس الحزن الذي شعر به الشاعر عندما رفضت البارونه أولريكه فون ليفيتزو عرض غوته للزواج بها، فقد كانت هي آخر حب له، الطلب لم يكن شخصياً أرسل غوته كارل أوجوست دوق ساكس-فايمار-ازناخ، بلغ غوته عمر 73 عندما طلب يدها، وكانت تبلغ من العمر 18. بدأ كتابة القصيدة في 5 سبتمبر من العام 1823 في المركبة التي أقلته من خب إلى فايمار، مع وصوله إلى فايمار في 12 سبتمبر كان قد أنهى كتابة القصيدة. لم يظهر القصيدة إلا للمقربين له.